# Бартоломе Ґрелла
Отець Бартоломе Ґрелла (* 28 листопада 1879 — †?) — католицький священик, пресвітер. Засновник аргентинського футбольного клубу «Патронато». На його честь названий стадіон клубу.

## Життєпис
Народився в Італії, але вивчення релігії розпочав в Аргентині. Спочатку мешкав у Санта-Фе, потім у сусідньому місті Парані, де вчив дітей основам катехизму. Створив для хлопчаків спортивний клуб «Патронат католицької молоді» (ісп. Patronato de la Juventud Católica). Датою заснування клубу вважають 1 лютого 1914 року.
30 травня 1956 року відкрито стадіон ФК «Патронато», названий Presbítero Padre Grella на честь засновника — пресвітера отця Ґрелли.